# Peter Kálmán (Maler)
Peter Kálmán (* 23. Februar 1877 in Zsablya; † 13. April 1948 in Nußdorf am Inn) war ein ungarischer Maler.

## Leben
Kálmáns Vater war Bauer in Zsablya. Er besuchte die Hochschule für Bildende Künste in Budapest, wo er bei Bertalan Székely lernte. 1904 kam Kálmán nach München. Dort besuchte er die Privatschule von Anton Ažbè und die Akademie der Bildenden Künste, wo er bis 1914 studierte. Seine Lehrer waren hier Ludwig von Löfftz, Alexander von Wagner und Franz von Stuck. 1907 brachte er längere Zeit in Rom und Florenz zu.
Im Ersten Weltkrieg war Kálmán Kriegsmaler in der österreichisch-ungarischen Armee, anschließend kehrte er nach München zurück. Kálmán erwarb in den 1920er Jahren ein Anwesen in Nußdorf am Inn, 1930 wurde er in Deutschland eingebürgert und eröffnete eine private Malschule. Er war Mitglied der Münchner Künstlergenossenschaft und nahm regelmäßig an den Kunstausstellungen im Münchner Glaspalast, an den Ausstellungen des Kunstvereins und an Ausstellungen in anderen deutschen Städten teil. 1937 erhielt er die kleine Lenbach-Medaille.
1934 wurde Peter Kálmán Mitglied der Reichskammer der bildenden Künste. Von 1938 bis 1942 war er regelmäßig auf der „Großen Deutschen Kunstausstellung“ im Haus der Deutschen Kunst vertreten. Von insgesamt 15 seiner Bilder wurden hier vier von Adolf Hitler und drei von der Stadt München angekauft. Die Städtische Galerie München erwarb darüber hinaus 1938 ein Porträt Kálmáns von Helene Bouhler, der Ehefrau Philipp Bouhlers. Das Ehepaar war mit Kálmán befreundet.
Im Zweiten Weltkrieg wurde Kálmán in München ausgebombt. Er zog daraufhin ganz nach Nußdorf, wo er 1948 starb.

## Werke (Auswahl)

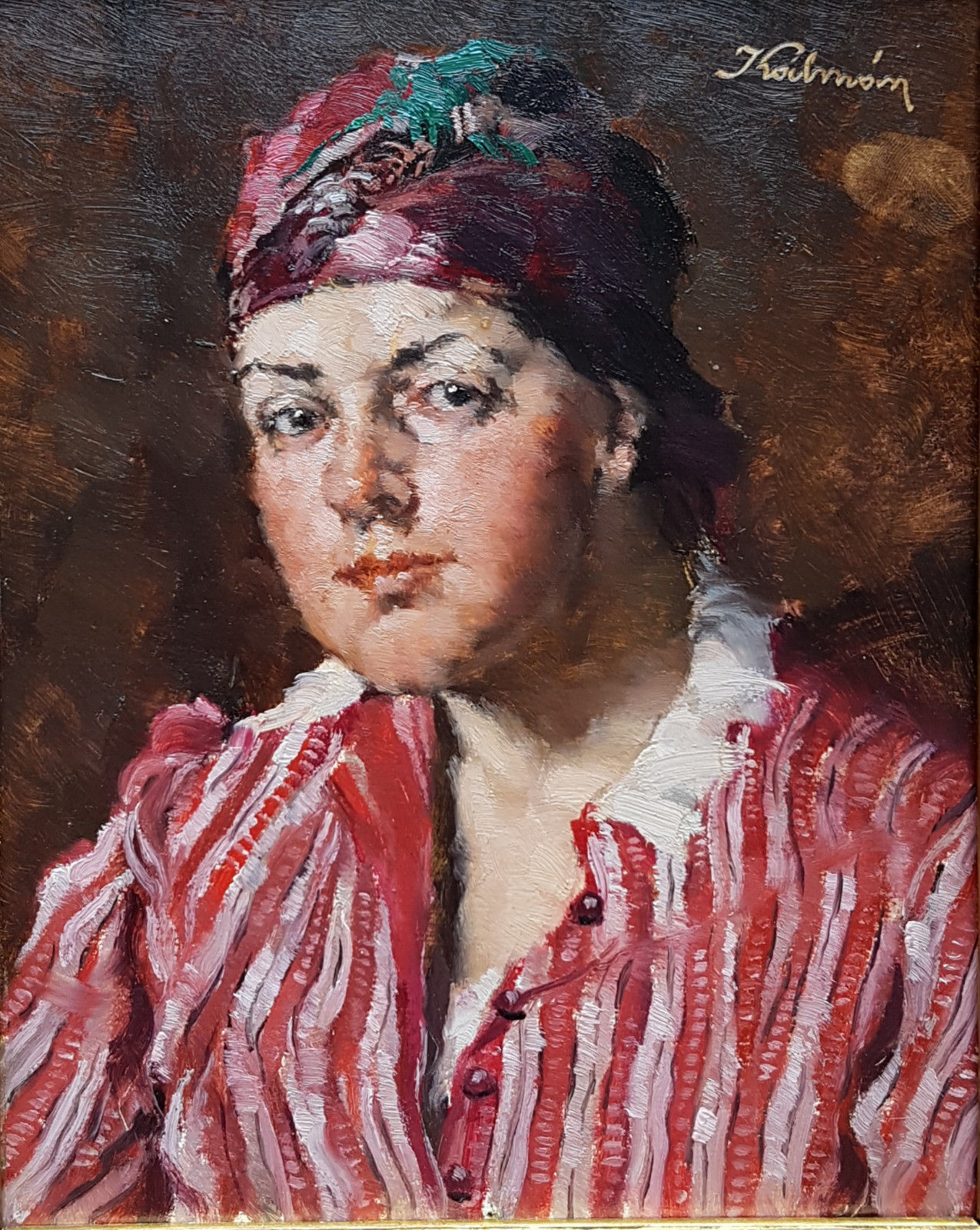
Bildnis einer Frau
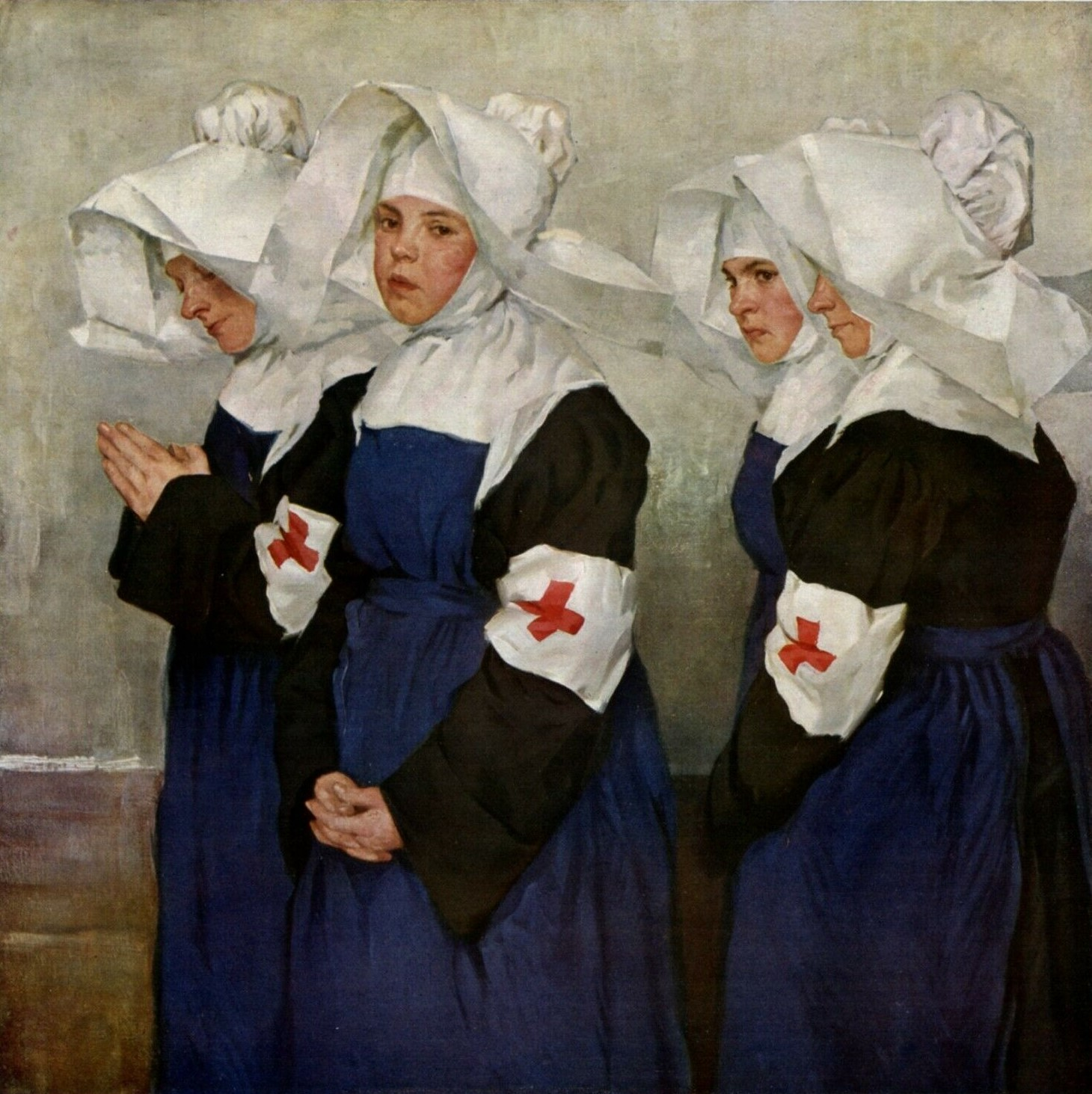
Barmherzige Schwestern
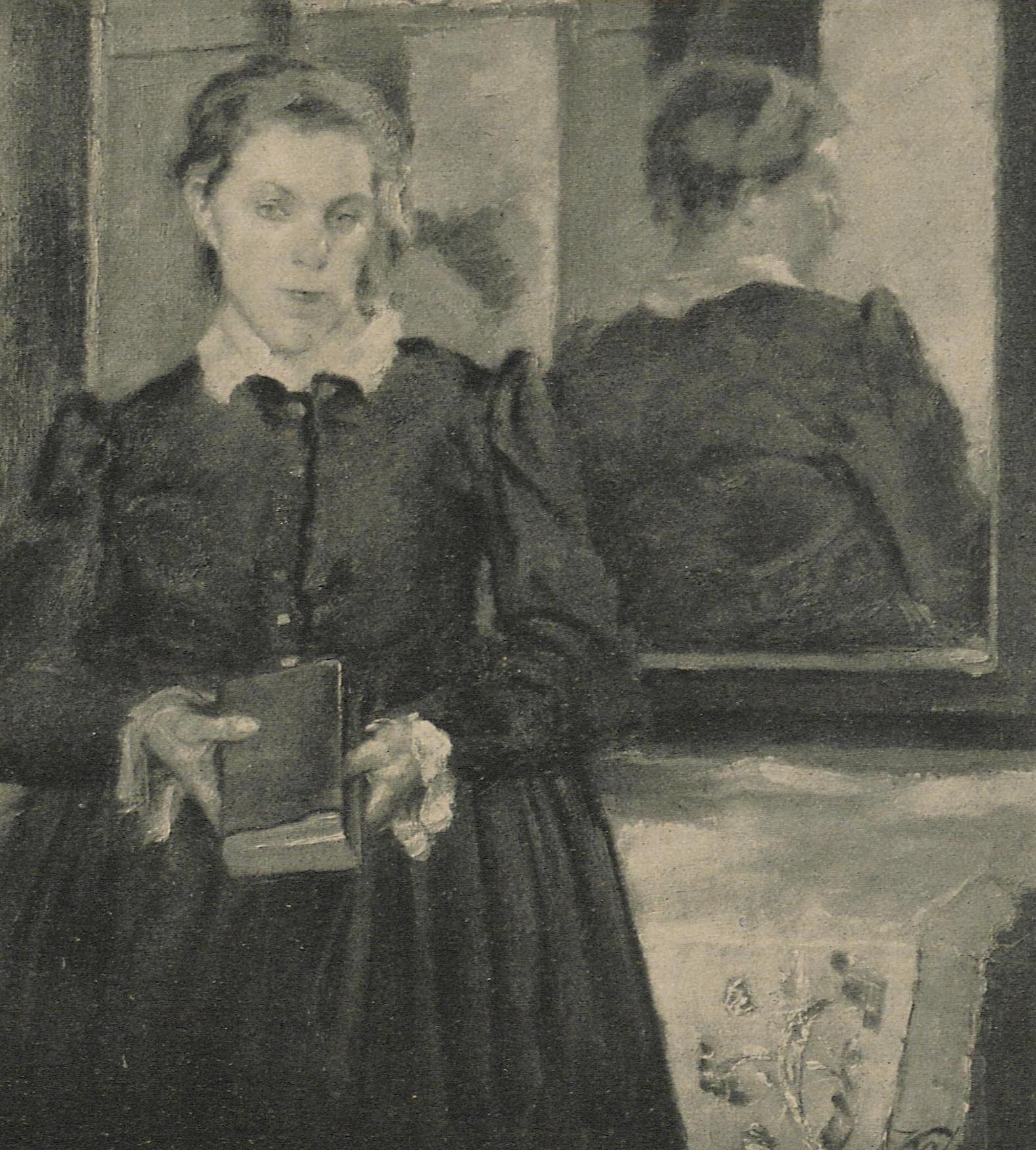
Frauenbildnis
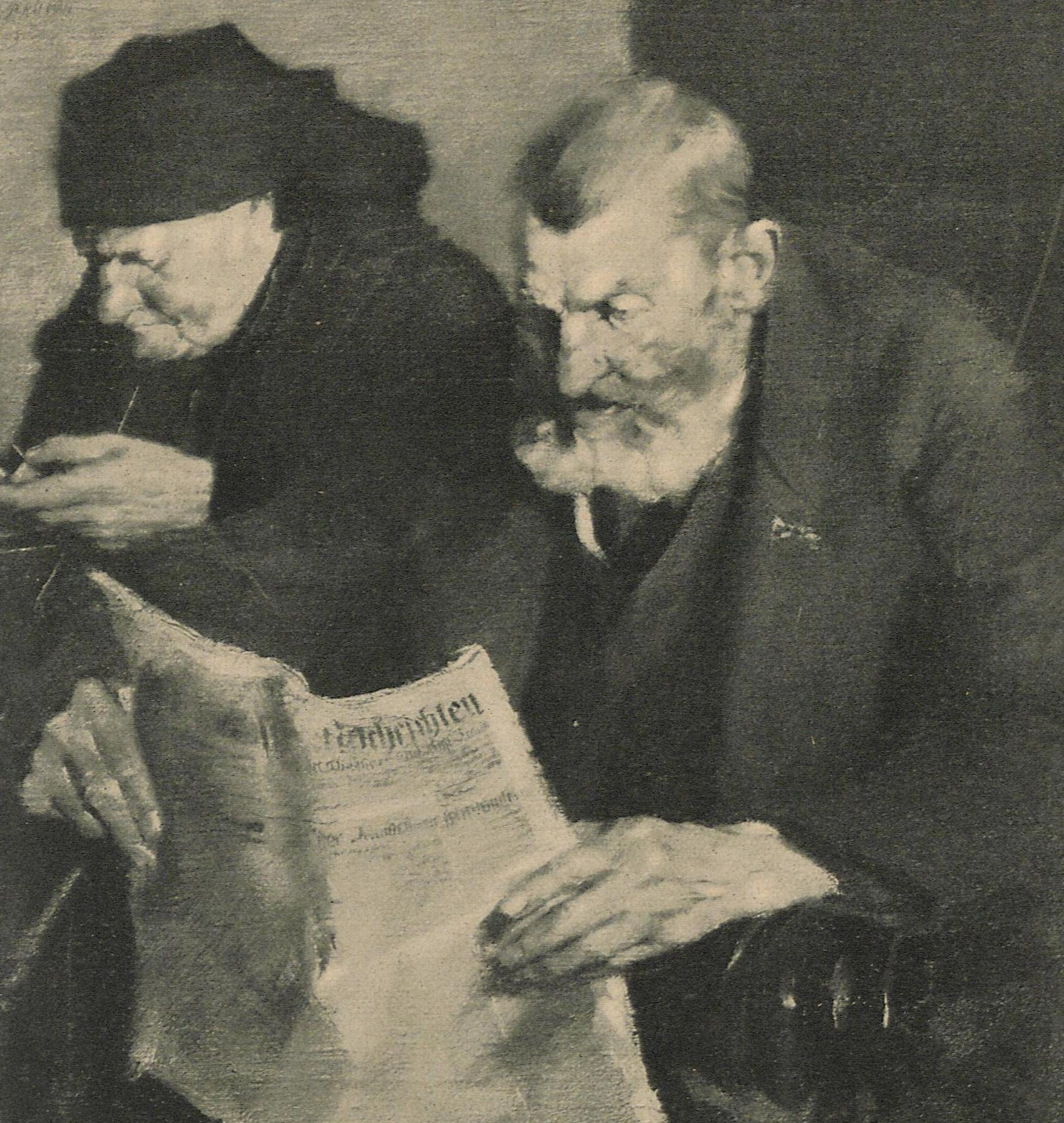
Altes Ehepaar
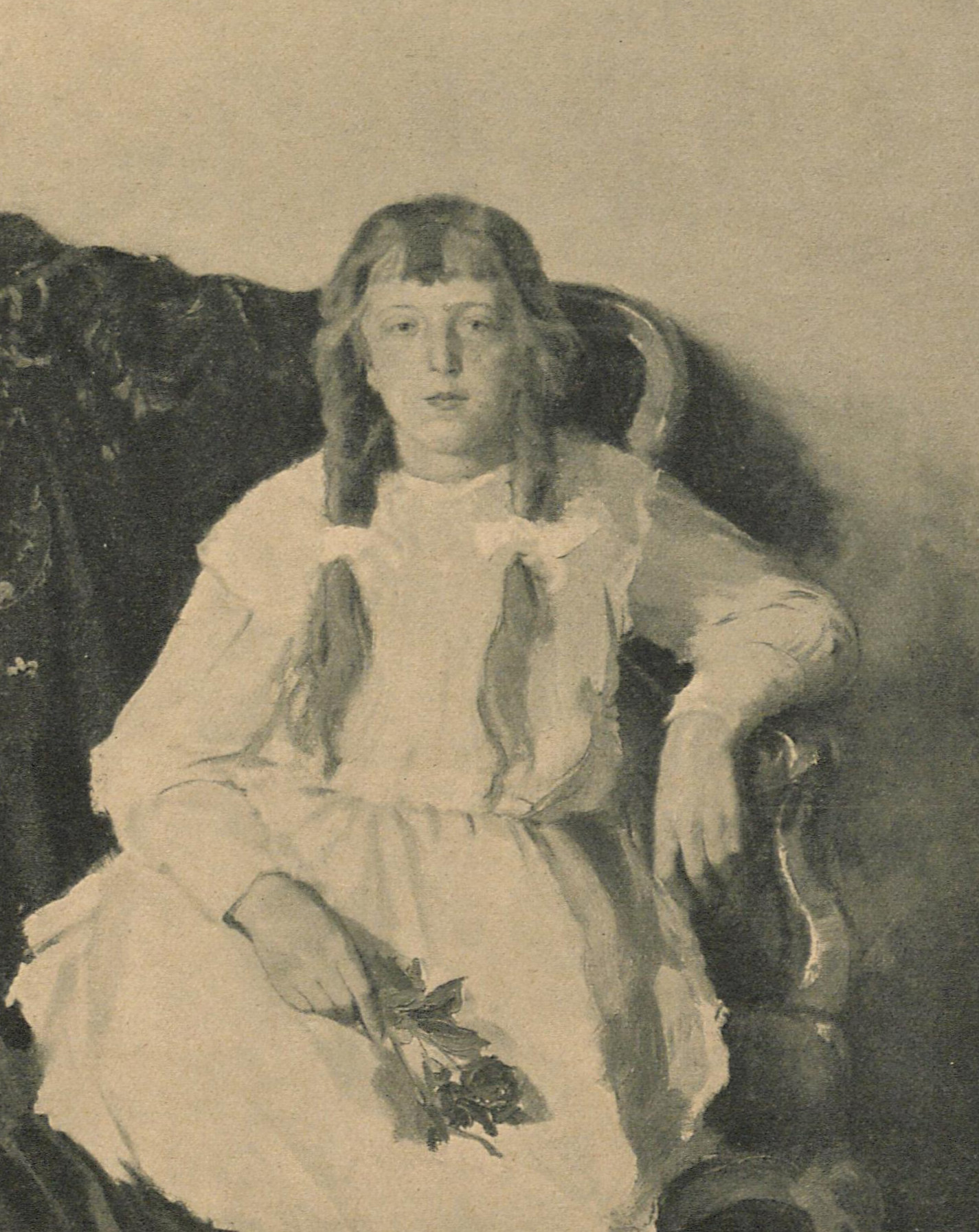
Mädchenbildnis
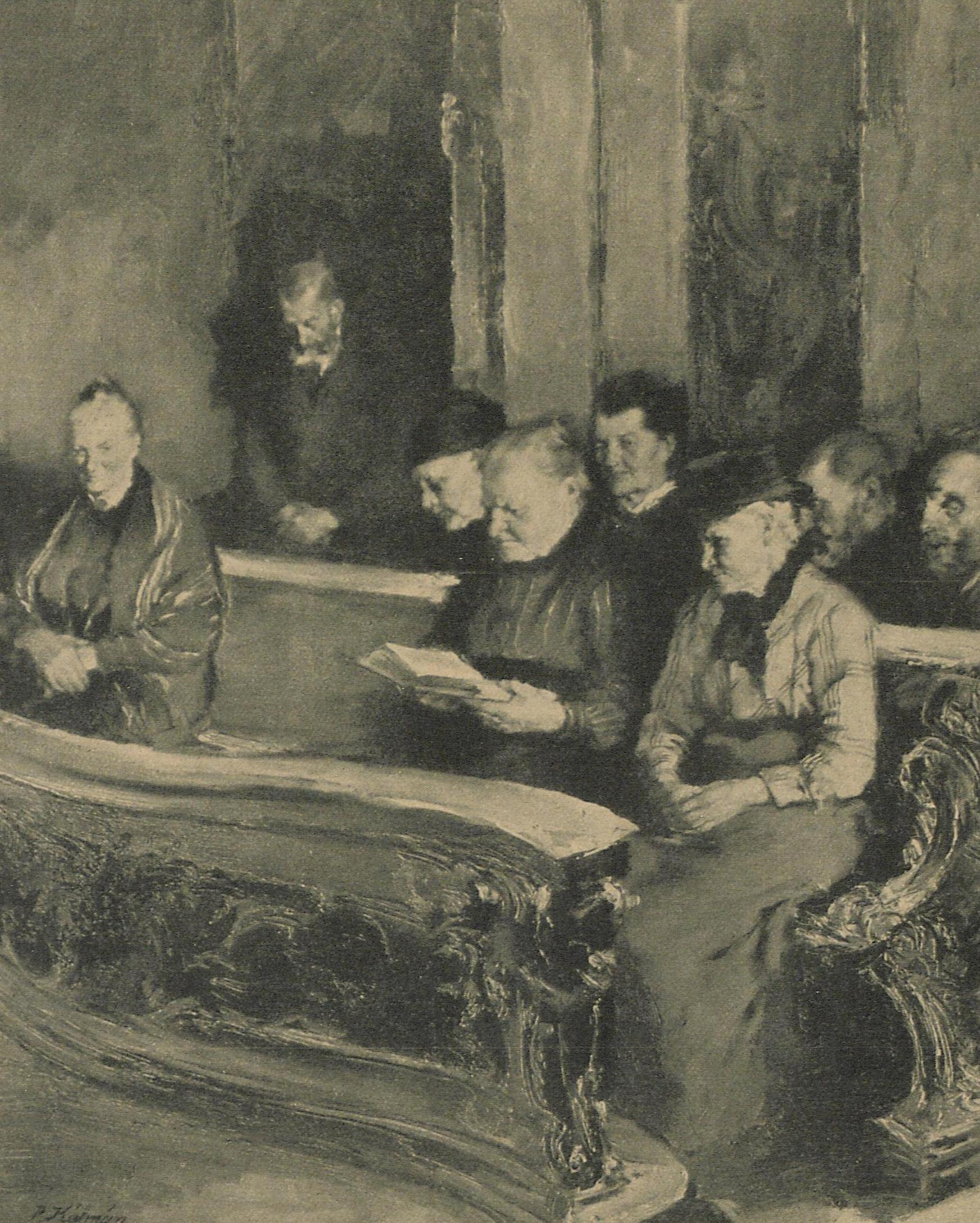
In der Kirche
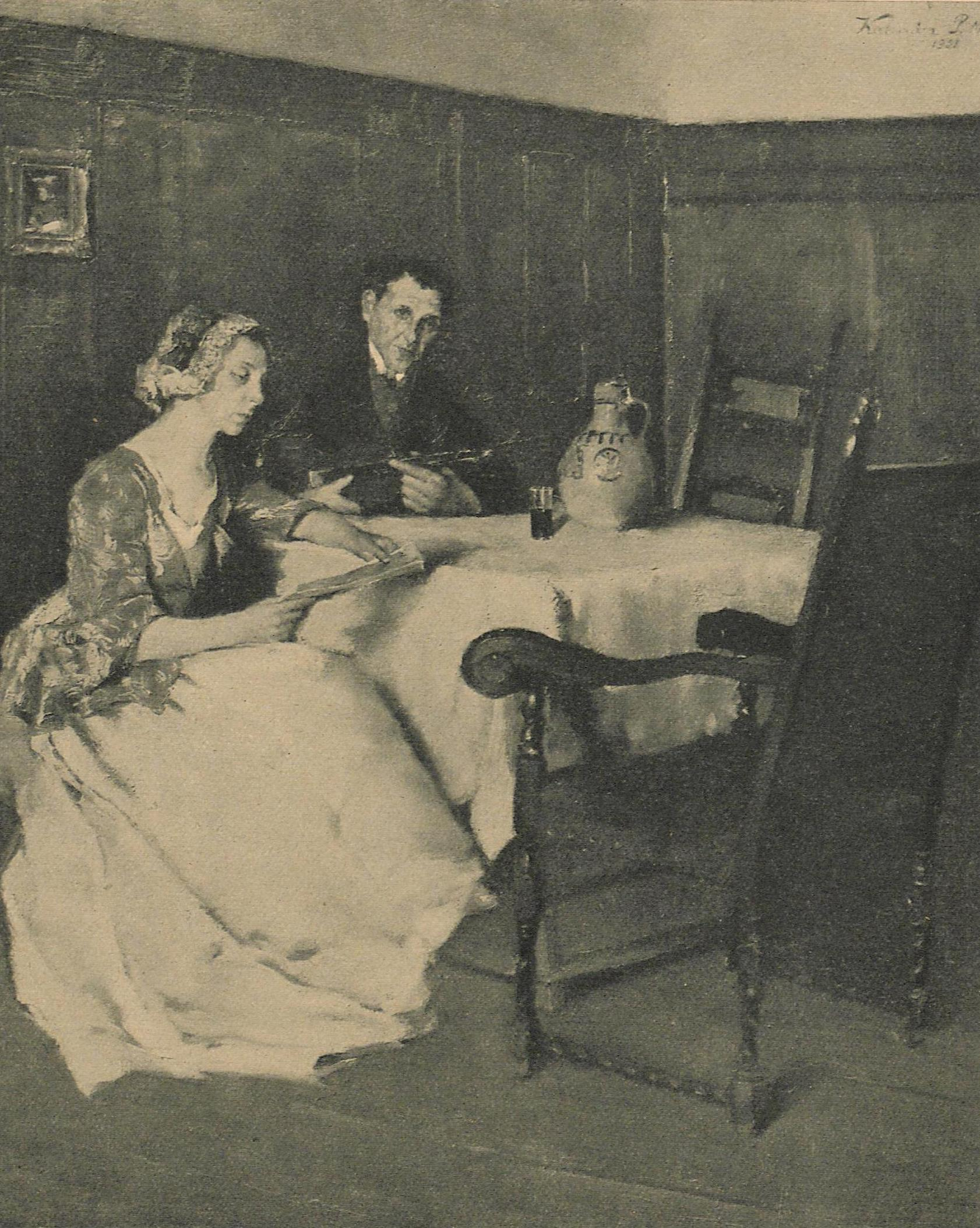
Musikstunde
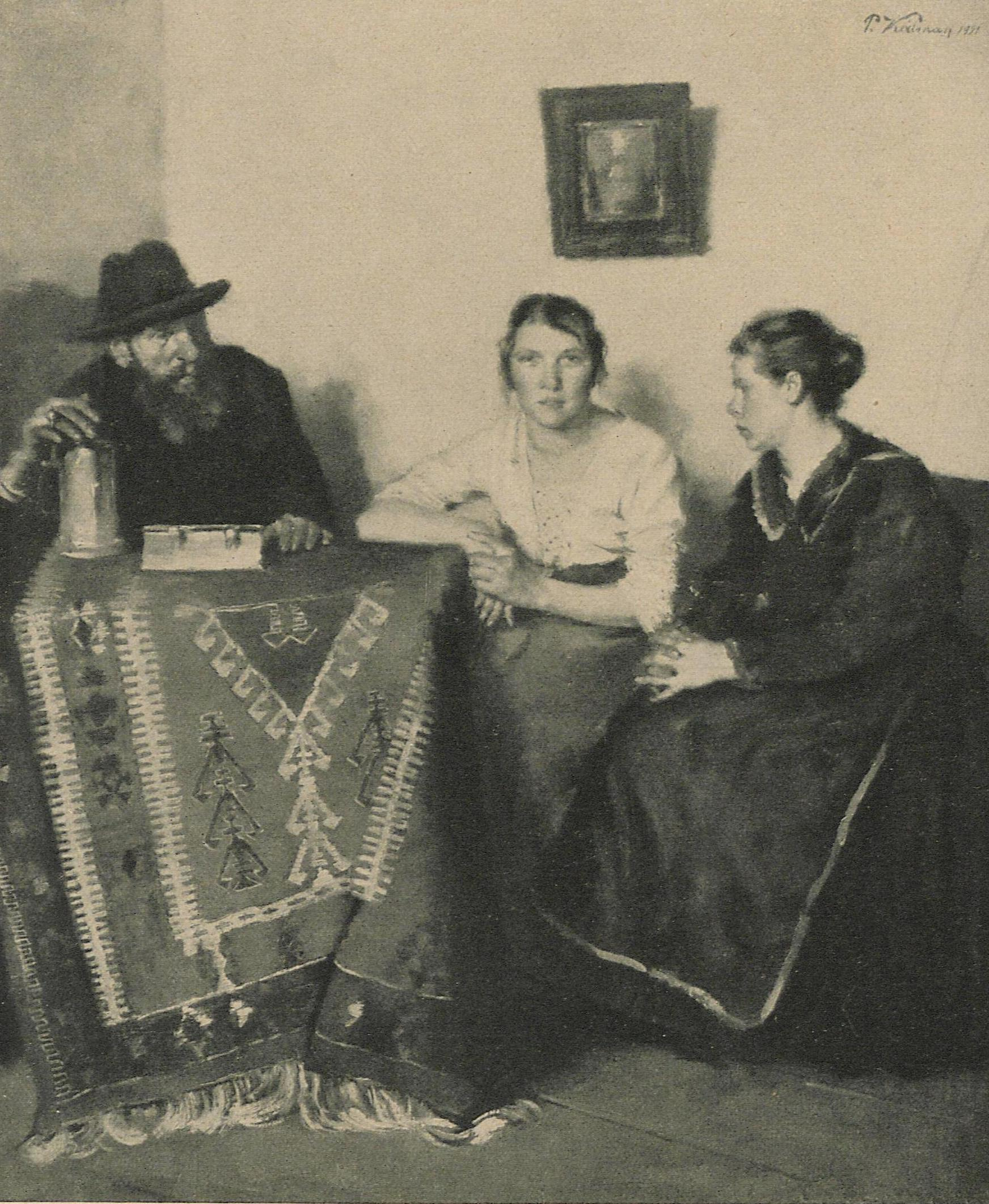
Beim Großvater

## Ausstellungen (Auswahl)
- 1911: Große Kunst-Ausstellung, Düsseldorf
- 1913: Glaspalast, München
- 1913: Kunst-Ausstellung, Dresden
- 1916: Große Kunst-Ausstellung, Berlin
- 1918: Budapest
- 1921/22: Galerie E. A. Fleischmann, München